# 苏广悦
苏广悦（1992年2月11日—），河南洛阳人，6岁半开始围棋启蒙，先后师从于吴肇毅九段和马晓春九段，在上海外国语大学就读区间，完成大学生围棋比赛大满贯，后因在第31届黄河杯全国业余围棋公开赛夺得个人冠军，成为第15名中国围棋业余7段棋手。

## 比赛成绩
- 2009年8月，“洛阳晚报杯”首届洛阳围棋新人王赛，冠军[2]。
- 2009年10月，第三届“钻石杯”业余围棋棋王赛，冠军[3]。
- 2011年5月，“安利杯”首届河南省业余围棋公开赛，冠军[4]。
- 2012年5月，第二届“安利杯”河南省业余围棋锦标赛，冠军[5]。
- 2013年2月，第11届世界學生圍棋王座戰，亚军[6]。
- 2013年5月，第三届“安利杯”河南省业余围棋锦标赛，冠军[7]。
- 2014年8月，第23届“应氏杯”中国大学生围棋赛，男子业余组冠军[8]。
- 2014年11月，第十九届亚洲大学生围棋锦标赛，团体冠军[9]。
- 2015年2月，第13届世界學生圍棋王座戰，冠军[10]。
- 2015年7月，第二届世界大学生围棋锦标赛，亚军[11]。
- 2017年6月，第31届“八闲科技·黄河杯”全国业余围棋公开赛，冠军[12]。